# Колекорвино
Колекорвѝно (на италиански: Collecorvino) е градче и община в Южна Италия, провинция Пескара, регион Абруцо. Разположено е на 254 m надморска височина. Населението на общината е 5966 души (към 2013 г.).